# Средњовековна испосница на брду Матос
Средњовековна испосница на брду Матос се налази у атару села Мушутиште, на територији општине Сува Река, на Косову и Метохији. Представља непокретно културно добро као споменик културе.
Осам пећина-испосница смештено је близу извора потока Матос, у близини значајне властеоске задужбине са почетка 14. века, цркве Богородице Одигитрије у Мушутишту. Међусобно су повезане системом уклесаних степеница и рампи. Њихова неприступачност их је у великој мери заштитила од пропадања. Трагови архитектонских интервенција сведоче о њиховој првобитној улози.

## Основ за упис у регистар
Решење Покрајинског завода за заштиту споменика културе у Приштини, бр. 775 од 27. 10. 1966. г. Закон о заштити споменика културе (Сл. гласник СРС бр. 3/66).